# جورج سنسكي
جورج سنسكي (بالإنجليزية: George Senesky)‏ مواليد 04 أبريل 1922 في بنسيلفانيا - الوفاة 26 يونيو 2001، كان لاعب كرة سلة أمريكي تحول إلى التدريب بعد الاعتزال. بدأ مسيرته الاحترافية في سنة 1945. حمل الرقم 8. بلغ طوله 6 قدم 2 بوصة (1.9 م). اعتزل اللعب في 1954. فاز بلقب دوري إن بي إيه.

## روابط خارجية
- جورج سنسكي على موقع إن بي أي (الإنجليزية)
- جورج سنسكي على موقع سبورتس رفرنس (الإنجليزية)
- جورج سنسكي على موقع ريلجم (الإنجليزية)
- جورج سنسكي على موقع بروبوليرز (الإنجليزية)
- جورج سنسكي على موقع سبورتس رفرنس (الإنجليزية)